# Сільськогосподарські культури
Сільськогосподарські культури — культурні рослини, що вирощуються з метою забезпечення людства продуктами харчування, виробництва сировини для окремих галузей промисловості і кормів для сільськогосподарських тварин.
За призначенням умовно поділяються на:
- продовольчі (переважно зернові культури) — група рослин, оброблюваних для отримання зерна, яке є харчовим продуктом людини та яке використовують для виробництва корму для тварин.
- технічні культури — рослини, які використовують переважно як сировину для різних галузей промисловості (харчової, текстильної, миловарної, лакофарбової, фармацевтичної та ін.).
- кормові культури — рослини (одно і багаторічні), що вирощуються на корм сільськогосподарським тваринам.

Сільськогосподарські культури, вирощувані в зонах зрошувального землеробства, найбільш пристосовані до умов пустелі — це фінікова пальма, ячмінь, бавовник, пшениця.

## Приклади
Основні сільськогосподарські культури України – це яра та озима пшениця, кукурудза, жито, ячмінь, овес, соняшник, соя, цукрові буряки, картопля, цибуля, часник, горіхи, виноград, ріпак, капуста, помідор, огірки, перець, баклажани, кавуни, дині, хміль.